# Potiguára jezik
Potiguára jezik (ISO 639-3: pog; pitonara), izumrli jezik iz Brazila kojim su nekada govorili istoimeni Potiguára Indijanci. Pleme se danas služi samo portugalskim, a kulturno su asimilirani. Pripadao je porodici tupi-guarani, podskupina pravih tupi jezika.
Govorilo se nekada na obalnom području Brazila u državama Ceara, Paraíba i Rio Grande do Norte. Danas nešto preko 10 000 u državi Paraíba, Pôsto Nísia Brasileira na Baía da Traição, općina Mamanguape.

## Vanjske poveznice
- Ethnologue (14th)
- Ethnologue (15th)